# Stenoprora
Stenoprora là một chi bướm đêm thuộc họ Erebidae.

## Loài
- Stenoprora adelopis Lower, 1903
- Stenoprora apicinota Turner, 1944
- Stenoprora lophota Lower, 1903
- Stenoprora perspicua Turner, 1941
- Stenoprora triplax Turner, 1944